# Amy Black
Amy Black (17 de setembro de 1973 – 24 de novembro de 2009) foi uma cantora mezzo-soprano de ópera britânica de renome internacional.
Amy nasceu em Hedon em East Riding of Yorkshire, e treinou na Academia Real de Música. Fez inúmeras aparições no evento popular "Clássicos no Parque", realizado em Brantingham, tendo, também, cantado para a Glyndebourne Opera, a Ópera Inglesa, a Ópera de Wexford Festival, a European Union Opera e a English National Opera.
Amy faleceu a 24 de novembro de 2009, com 36 anos de idade, tendo sido submetida, cinco meses antes, a uma cirurgia ao coração.
Em 2009, em testes anteriores, foi revelado que Amy tinha uma válvula bicúspide aórtica, ou seja, a válvula que bombeia o sangue para fora do coração teria apenas duas abas da válvula, em vez das habituais três.
A cantora não poderia cantar por três meses após a sua cirurgia, mas voltou a cantar em outubro, com uma performance emocionante na Igreja Metodista Toll Gavel, em Beverley.
Centenas de pessoas encheram a Igreja de São Agostinho, na sua cidade natal de Hedon, para o seu funeral, em 7 de dezembro de 2009. Os colegas de música de Amy da English National Opera compareceram ao serviço e cantaram parte de Mozart Idomeneo que Amy deveria realizar em 2010.
Em 2009, Amy deu um espetáculo particular para Plácido Domingo, no Catar, e em 2002, deu um recital em solo na Embaixada Britânica, em Assunção, Paraguai, para celebrar o Jubileu de Ouro da Rainha.
A cantora nunca se esqueceu da sua cidade natal, ajudando a levantar milhares de libras para a Igreja de Santo Agostinho, a Igreja onde ela havia cantado no coro quando era mais jovem.